# 科尼亚克科比耶尔
科尼亚克科比耶尔（法語：Conilhac-Corbières，發音：[kɔnijak kɔʁbjɛʁ] ⓘ）是法国奥德省纳博讷区的市镇，面积12.18平方千米，2022年1月1日人口为947人。

## 地理
科尼亚克科比耶尔（43°11'19"N, 2°42'57"E）面积12.18平方千米，位于法国奧克西塔尼大區奥德省，该省份为法国南部沿海省份，北起塔恩省，西北接上加龙省，西接阿列日省，南至东比利牛斯省，东临地中海，东北与埃罗省接壤。
与科尼亚克科比耶尔接壤的市镇（或旧市镇、城区）包括：埃斯卡勒、费拉勒莱科比耶尔、丰库韦尔特、莱济尼昂科比耶尔、蒙特布兰代科尔比埃。
科尼亚克科比耶尔的时区为UTC+01:00、UTC+02:00（夏令时）。

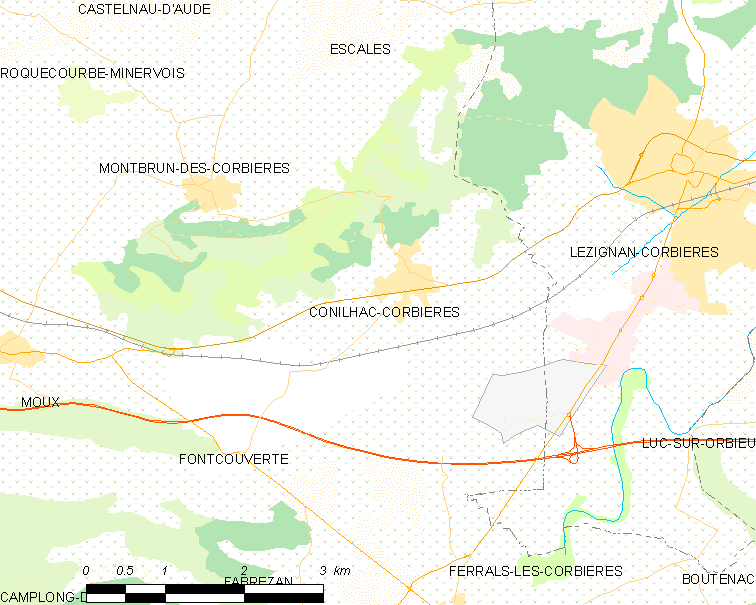
科尼亚克科比耶尔的OSM定位图

## 行政
科尼亚克科比耶尔的邮政编码为11200，INSEE市镇编码为11098。

## 政治
科尼亚克科比耶尔所属的省级选区为勒莱济尼亚奈县。

## 人口

1962-2008年间科尼亚克科比耶尔人口变化图示

科尼亚克科比耶尔于2022年1月1日时的人口数量为947人。
科尼亚克科尔比埃人口变化图示
| 数据来源：INSEE |